# Лабинє
Лабинє (словен. Labinje) — село на північний схід від Церкно, Регіон Горишка, Словенія. Висота над рівнем моря: 627,6 м.